# Radiata
Die Einteilung der Lebewesen in Systematiken ist kontinuierlicher Gegenstand der Forschung. So existieren neben- und nacheinander verschiedene systematische Klassifikationen. 
Das hier behandelte Taxon ist durch neue Forschungen obsolet geworden oder ist aus anderen Gründen nicht Teil der in der deutschsprachigen Wikipedia dargestellten Systematik.

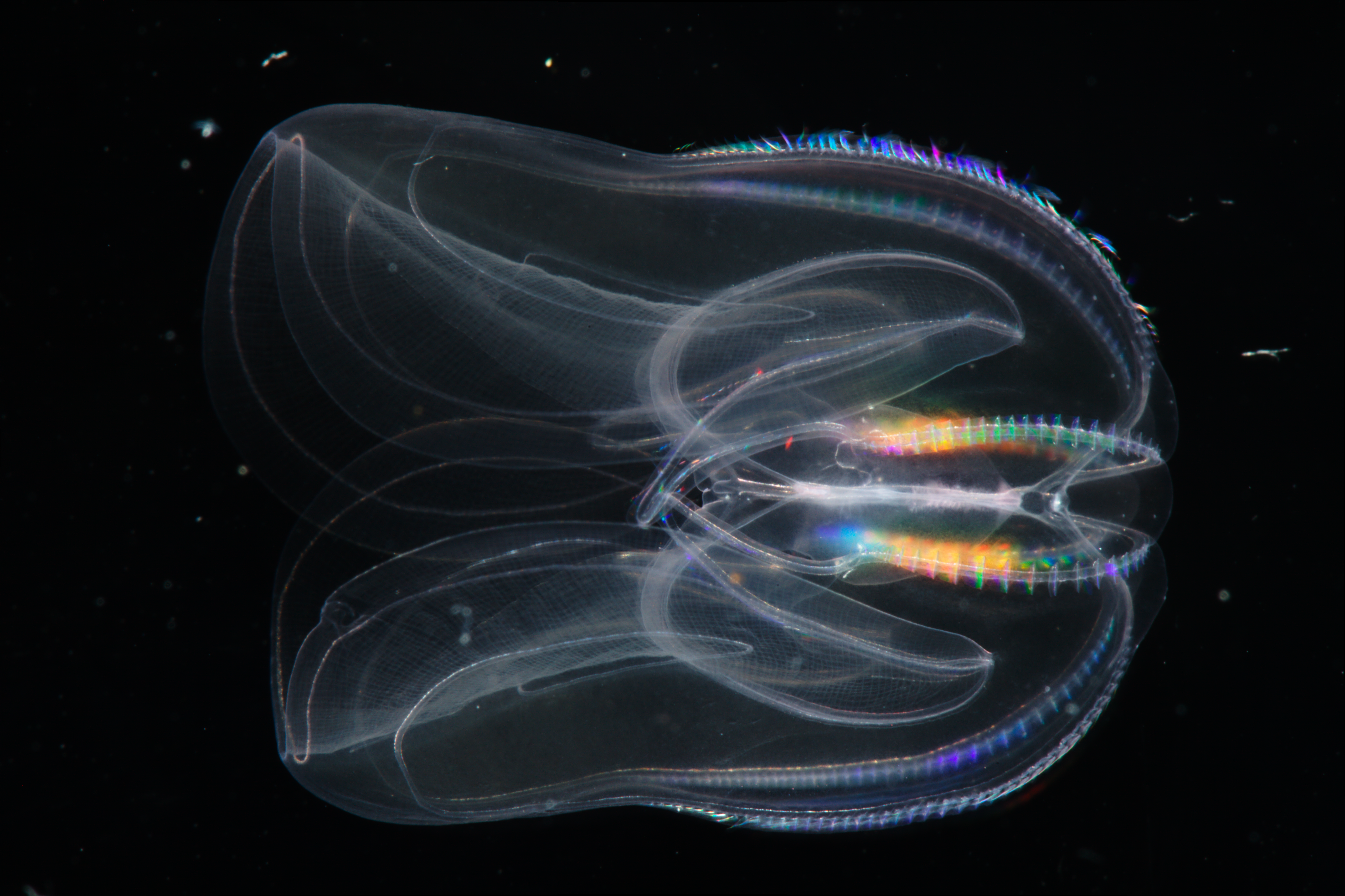
Eine Rippenqualle (Mnemiopsis leidyi)

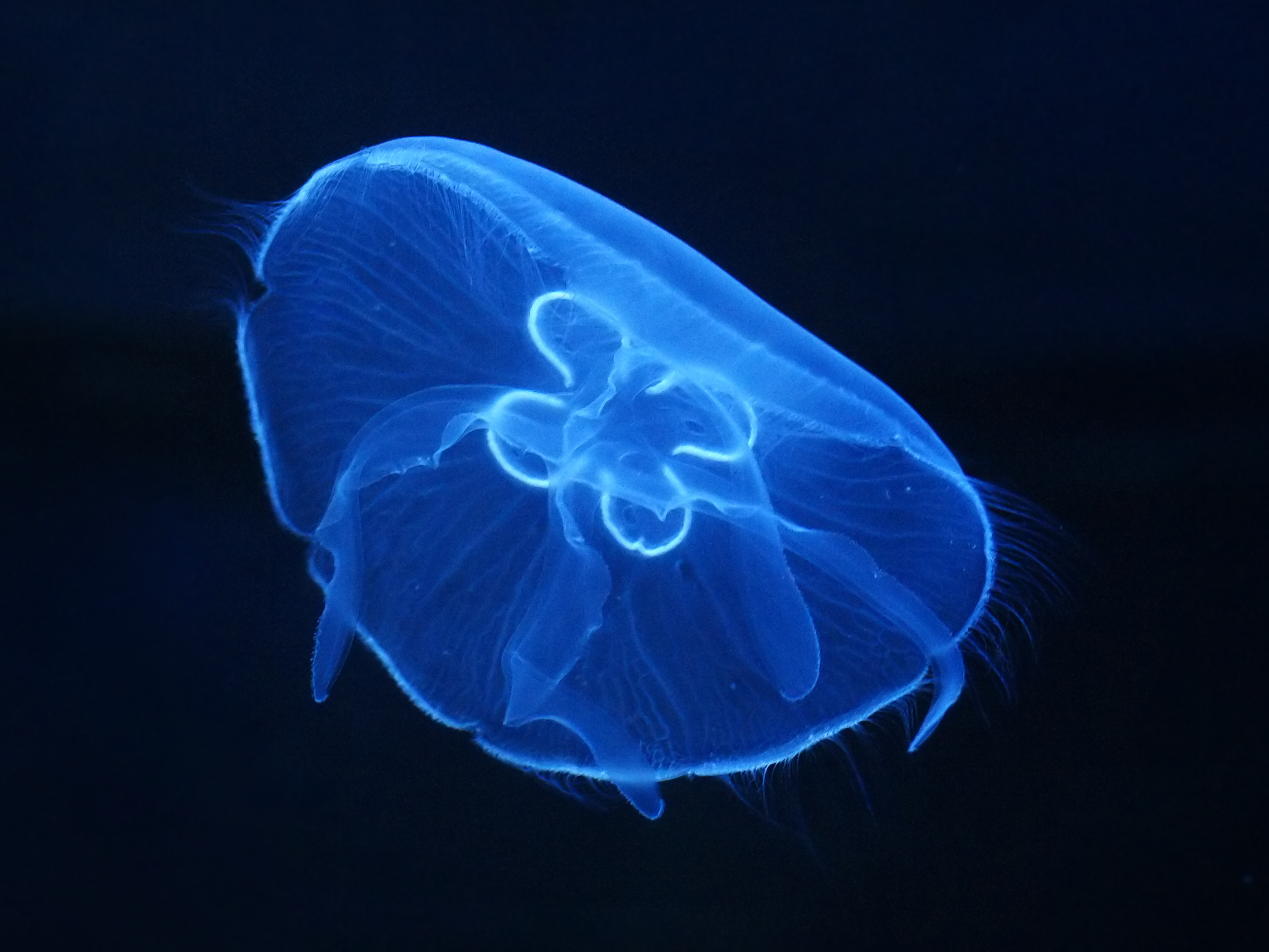
Ein Nesseltier, die Ohrenqualle (Aurelia aurita)

Als Radiata („Strahlentiere“; von lat. radius „Strahl“) werden die radiärsymmetrisch aufgebauten Gewebetiere bezeichnet, wobei der Begriff heute vor allem eine historische Bedeutung hat. Die Gruppe umfasst die beiden Stämme der Nesseltiere (Cnidaria) und der Rippenquallen (Ctenophora) (Nach vereinzelter Ansicht auch die Placozoa). Früher betrachtete man die Radiata als natürliche Verwandtschaftsgruppe und stellte sie den bilateralsymmetrischen Tieren (Bilateria) gegenüber. Heute werden sie hingegen als künstliche Gruppierung aufgefasst, weil jüngere morphologische und molekularbiologische Untersuchungen gezeigt haben, dass zwischen den Nesseltieren und den Rippenquallen keine nähere Verwandtschaft vorliegt.
Der Begriff wird häufig synonym zur Bezeichnung Coelenterata gebraucht.

## Traditionelle Sichtweise
Der Begriff Radiata lässt sich bis in das frühe 19. Jahrhundert zurückverfolgen, wo er durch Georges Cuvier popularisiert wurde. Cuvier fasste verschiedene Tiergruppen als Radiata zusammen, die ein scheinbar ungeordnetes, diffuses Nervensystem besitzen und vergleichbar einfach organisiert erschienen. So listete er unter anderem auch die Stachelhäuter und die Fadenwürmer als Radiaten.
Später wurde die Anwendung des Begriffs auf die Nesseltiere und die Rippenquallen beschränkt. Die beiden Stämme wurden lange als Schwestergruppen betrachtet, da sie einige anatomische Merkmale teilen, die bei anderen Gewebetieren fehlen. So besitzen sie eine sehr dünne Körperwand, die sich nur aus Zellen zweier Keimblätter (Entoderm und Ektoderm) bildet. Das Körperinnere ist beinahe vollständig von einer Gallertmasse (Mesoglea) ausgefüllt. Außerdem besitzen Nesseltiere wie Rippenquallen eine augenscheinliche Radiärsymmetrie, ihr Körper zeigt also mehrere Spiegelebenen und nicht nur eine, wie bei den Bilateria. Mittlerweile gilt diese Annahme aber als nicht mehr haltbar.

## Moderne Sichtweise
Die Verwandtschaftsverhältnisse zwischen den Bilateria, Cnidaria und Ctenophora werden heute bevorzugt durch das Planulozoa-Konzept erklärt. Demnach sind die Cnidaria die Schwestergruppe der Bilateria. 
Gemeinsamkeiten zwischen diesen Gruppen (Synapomorphien) finden sich im Bau der Spermien, der Epithelien und des Nervensystems bei Cnidaria-Larven und ursprünglichen Bilateria. Außerdem zeigen molekularbiologische Untersuchungen eine verwandtschaftliche Nähe der Bilateria zu den Cnidaria. Gemeinsam werden beide Gruppen den Ctenophoren gegenübergestellt.
Mittlerweile sind auch große Unterschiede in der Anatomie der Cnidaria und der Ctenophora bekannt. So zeigen Ctenophoren genau genommen keine radiale, sondern eine biradiale Symmetrie. Außerdem besitzen sie zum Beutefang Klebzellen (Collozyten), die unabhängig von den Nesselzellen (Cnidozyten) der Cnidaria entstanden sind.
In welchem Verwandtschaftsverhältnis die Placozoa zu den zuvor genannten Gruppen stehen ist bisher nicht geklärt.